# PZL SW-4
Le PZL SW-4 Puszczyk est un hélicoptère monomoteur polonais léger et polyvalent, fabriqué en Pologne par PZL-Świdnik.

## Développement
Les origines de l'hélicoptère utilitaire léger (tel que le SW-4 à 5 places) de PZL-Świdnik remontent au début des années 80.
PZL-Świdnik débuta le développement d'un nouvel hélicoptère utilitaire léger de 4/5 places en 1981. Le SW-4 initial devait être propulsé par un turbomoteur PZL Rzeszow GTD350 de 400 ch et a été construit sous la forme de maquette. Il aurait eu une vitesse de pointe de 240 km/h et un rayon d'action de 900 km avec carburant auxiliaire (réservoirs externes).
L'effondrement du rideau de fer a permis à Swidnik de complètement reconcevoir le SW-4 autour du turbomoteur Allison 250. Mis à part la propulsion, les changements de conception comprennent un fuselage plus aérodynamique, une queue et sa poutre retravaillées.
Le premier prototype, un appareil d'essais au sol, a été testé en décembre 1994. Puis deux prototypes volants ont été construits, et le premier a été achevé en 1996 et fait son premier vol le 26 octobre de la même année.
PZL-Świdnik tente ensuite d'acquérir le certificat FAA FAR 27 pour faire entrer le SW-4 en production en 1999. Mais le programme fut quelque peu retardé quand PZL-Świdnik décida de repenser le rotor principal, d'agrandir le stabilisateur horizontal et d'améliorer le système hydraulique.
Une fois que le SW-4 fut équipé du turbomoteur Allison basique, certifié et en production, PZL-Świdnik décida de créer une version motorisée avec un Pratt & Whitney Canada PW200. Un modèle bimoteur est également prévu pour permettre à l'hélicoptère de répondre aux réglementations européennes qui limiteront les opérations des hélicoptères monomoteurs à certaines missions.
Le SW-4 est censé être capable de participer à un éventail de missions utilitaires allant du transport d'évacuation sanitaire aux missions de la police. Les patrouilles frontalières et les entraînements des pilotes militaires sont d'autres utilisations possibles.

## Conception
Un seul turbomoteur, l'Allison 250 C20R/2, d'une puissance de 457 ch, propulse le rotor principal de 3 pales et le rotor anticouple de 2 pales. Il est possible de propulser l'appareil avec un turbomoteur Pratt & Whitney Canada PW200/9, plus puissant que l'Allison (615 ch).
Le turbomoteur Allison permet de faire voler l'hélicoptère à une vitesse maximale de 260 km/h, et à une vitesse de croisière de 200 km/h. Il possède une vitesse ascensionnelle de 618 m/min, un plafond de 5 200 m, et un rayon d'action (sans réservoirs externes) de 790 km. A vitesse de croisière, il peut voler pendant environ 5 heures.

### Aéronefs Comparables
- Bell 206
- Eurocopter EC120
- Eurocopter AS 350